# Tao Jie – Ein einfaches Leben
Tao Jie – Ein einfaches Leben (Originaltitel: chinesisch 桃姐, Pinyin Táo Jiě, Jyutping Tou4 Ze2, internationaler Titel: englisch A Simple Life) ist ein Spielfilm der chinesischen Regisseurin Ann Hui aus dem Jahr 2011. In der Volksrepublik China spielte der Film innerhalb von nur 4 Tagen 5,2 Millionen US-Dollar ein und erreichte den zweiten Platz der Topfilme der Woche. Filmstart in Deutschland war am
24. April 2014.

## Handlung
Ah Tao hat über 60 Jahre im Haus der Familie Leung gearbeitet. Von der Familie lebt nur noch der Sohn, der Filmproduzent Roger, in Hongkong. Als Ah Tao nach einem Schlaganfall nicht mehr arbeiten kann, zieht sie auf eigenen Wunsch in ein Altenpflegeheim. Roger besucht sie dort, so oft es ihm möglich ist. Seine Suche nach einer neuen Haushälterin gestaltet sich schwierig. Ah Tao macht im Heim die Bekanntschaft von Tante Kam und ihrer behinderten Tochter, und sie lernt Onkel Kin kennen, der immer wieder kleinere Beträge schnorrt, um diese mit Prostituierten durchzubringen. Roger bekommt Besuch von drei ehemaligen Klassenkameraden. Im Kühlfach finden sie zufällig das letzte von Ah Tao zubereitete Essen. Beim Verzehr erinnern sie sich an all die guten Sachen, die ihnen Ah Tao früher immer nach der Schule gekocht hat. Sie rufen sie im Heim an, und Ah Tao kennt jeden von ihnen noch namentlich. Die Familie Leung möchte eine Mietwohnung für Ah Tao herrichten, doch diese stirbt. In einem Gespräch Rogers mit seiner Schwester Sharon wird deutlich, welch wichtige Rolle Ah Tao auch in ihrem Leben gespielt hat.

## Hintergrund
Tao Jie – Ein einfaches Leben  beruht auf der Wahren Geschichte des Produzenten und Coautors Roger Lee und dessen Haushälterin.

## Kritik
Bei Zeit.de wertete Ursula März: „Ein einfaches Leben bezieht sich auf den Charakter der weiblichen Hauptfigur. Er betrifft aber genauso das vollkommen unspektakuläre Wesen dieses Films, der nichts anderes darstellt als das einfache Handwerk des Lebens. In jedem Bild sind die Menschen eingegliedert in die Welt der Alltagsdinge, eingebettet in die Abläufe alltäglicher Verrichtungen, was entscheidend beiträgt zur Natürlichkeit der Geschichte, die Ann Hui hier erzählt.“
Patrick Seyboth von epd-film.de fand, der Film käme „so still, bescheiden und einfach daher wie seine Hauptfigur.“ „Deannie Yip und Andy Lau […] verkörpern mit wunderbarer Natürlichkeit diese beiden Menschen, die so unterschiedlich sind und doch irgendwann wie Mutter und Sohn wirken. So einfach und klar wie ihre Darstellungen sind auch die Bilder der episodenhaft entfalteten Erzählung. Selbst dramatische Wendungen werden eher beiläufig ins Bild gesetzt oder aber ganz ausgespart.“ Die „Wirkung [des Films] baut sich langsam und untergründig auf, durch Zwischentöne, über die Kraft seiner Charaktere und die genaue Beobachtung ihrer Beziehungen.“ „Vielleicht wäre einiges in Tao Jie straffer zu erzählen, ließe die Narration sich stellenweise konzentrieren. Doch dass es ihm fern liegt, durch dramaturgische Verdichtung auf direkten emotionalen Umsatz zu zielen, gerade das macht eine Qualität des Films aus, wie sie nicht nur im Kino Hongkongs selten ist. Er ist so frei von Eitelkeit und betrachtet seine Figuren und ihre Welt mit so offenem Blick, dass man das fast schon wieder als Extravaganz bezeichnen könnte.“
Für die Süddeutsche Zeitung verkörpert der Film „die Geschichte [und] das Relief philosophischer Lebensweisheit. Das Für-andere-da-sein, zuerst die Berufsbeschreibung der Dienstmagd Tao Jie, wird als zärtliche Fürsorge und letztlich als Essenz eines gelungenen Lebens erkennbar.“
Weitere Kritiker meinte nur kurz: „Ein schöner und unsentimentaler Film über den Herbst des Lebens“ oder: „Ein einfaches Leben. Ein einfacher Film. Ein großer Film.“

## Auszeichnungen
Tao Jie – Ein einfaches Leben wurde durch zahlreiche Preise ausgezeichnet. Darunter waren:
| Liste der Auszeichnungen                                                           | Liste der Auszeichnungen                      | Liste der Auszeichnungen                             | Liste der Auszeichnungen |
| Award / Film Festival                                                              | Kategorie                                     | Empfänger/in                                         | Ergebnis                 |
| ---------------------------------------------------------------------------------- | --------------------------------------------- | ---------------------------------------------------- | ------------------------ |
| Internationale Filmfestspiele von Venedig 2011                                     | Volpi Cup for Best Actress                    | Deanie Ip                                            | Gewonnen                 |
| Internationale Filmfestspiele von Venedig 2011                                     | Equal Opportunities Award                     | Ann Hui                                              | Gewonnen                 |
| Internationale Filmfestspiele von Venedig 2011                                     | Signis Award – Honorable Mention              | Ann Hui                                              | Gewonnen                 |
| Internationale Filmfestspiele von Venedig 2011                                     | La Navicella Award                            | Ann Hui                                              | Gewonnen                 |
| 48th Golden Horse Awards                                                           | Beste Regie                                   | Ann Hui                                              | Gewonnen                 |
| 48th Golden Horse Awards                                                           | Bester Hauptdarsteller                        | Andy Lau                                             | Gewonnen                 |
| 48th Golden Horse Awards                                                           | Beste Hauptdarstellerin                       | Deanie Ip                                            | Gewonnen                 |
| 48th Golden Horse Awards                                                           | Beste Filmproduktion                          | Kwong Chi-leung, Wai Suk-fan                         | Nominiert                |
| 15th Tallinn Black Nights Film Festival – Official Competition EurAsia Jury Awards | Grand Prix für den Besten Eurasiatischen Film | Ann Hui                                              | Gewonnen                 |
| 15th Tallinn Black Nights Film Festival – Official Competition EurAsia Jury Awards | Jury-Preis für die beste Darstellerin         | Deanie Ip                                            | Gewonnen                 |
| 15th Tallinn Black Nights Film Festival – Official Competition EurAsia Jury Awards | FICC Awards                                   | Ann Hui                                              | Gewonnen                 |
| 2011 Hong Kong Film Directors’ Guild Awards                                        | Most Recommended Film of the Year             | A Simple Life (mit Let the Bullets Fly, Overheard 2) | Gewonnen                 |
| 2011 Hong Kong Film Directors’ Guild Awards                                        | Bester ausländischer Regisseur des Jahres     | Ann Hui (mit Jiang Wen, Tsui Hark)                   | Gewonnen                 |
| 2011 Hong Kong Film Directors’ Guild Awards                                        | Spezial-Ehrenpreis                            | Ann Hui                                              | Gewonnen                 |
| 10th Paris International Film Festival                                             | Audience’s Most Favorite Film                 | Ann Hui                                              | Gewonnen                 |
| 10th Paris International Film Festival                                             | Beste Filme von Studenten ausgewählt          | Ann Hui                                              | Gewonnen                 |
| 33rd Durban International Film Festival                                            | Best Actress Award                            | Deanie Ip                                            | Gewonnen                 |